# Iresioides aldabrensis
Iresioides aldabrensis là một loài bọ cánh cứng trong họ Cerambycidae.